# Bierpinsel
El Bierpinsel, o «Cepillo de cerveza» como se le conoce extraoficialmente, es un edificio de 47 metros de altura que encajaba en el Steglitz de los años 70, con su arquitectura futurista. El nombre del edificio proviene de la jerga de Berlín y fue construido en una forma que se asemeja a un árbol. El edificio está catalogado desde enero de 2017.